# 地震神
地震神（日语：ナヰノカミ、なゐの神）為日本神話中出現的地震神祇。

## 概要

### 日本書紀之記載
依據《日本書紀》卷廿二之記錄，推古天皇7年（599年）夏四月，地動舍屋悉破，則令四方，俾祭地震神。

## 解說

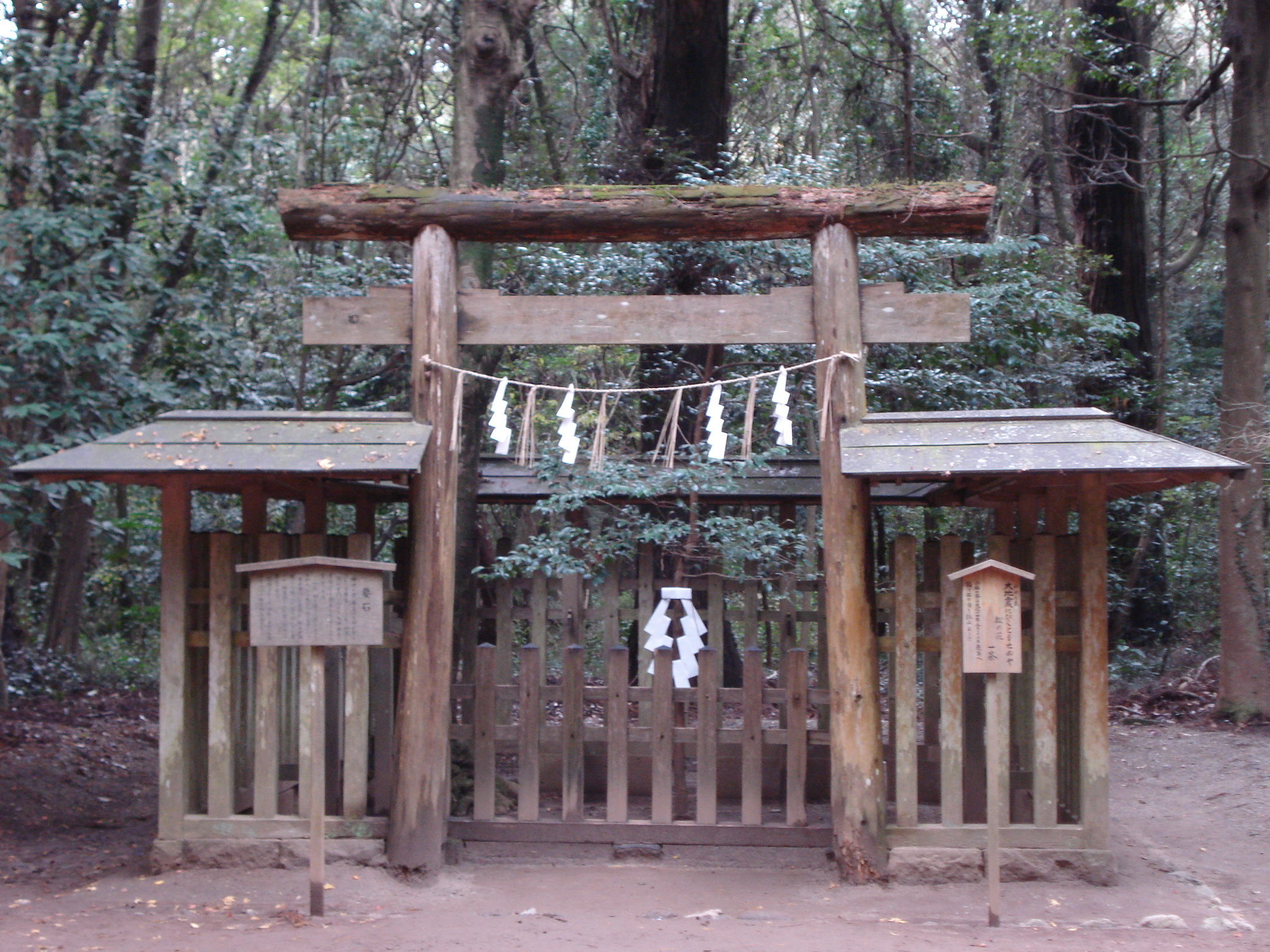
鹿島神宮裡祭祀要石之祠

為地震之古日語。位於茨城縣鹿嶋市的鹿島神宮有一顆著名的「要石」，相傳可以鎮壓地震，故該神宮之主祭神武甕槌大神亦被視為可鎮住地震的神明（縱然《記紀》二書並無相關記載）。此外，也有人認為神道的地主神或陰陽道系神明乃地震神。
位於三重縣名張市的名居神社，其中「名居」讀成，相傳便是當年伊賀國境內祭祀地震神的神社，雖然現在的主祭神變成大己貴命。

## 信仰
在下列神社中，目前大部分的主祭神已非地震神，但是社名緣由與地震神相關。在日語中，像「奈為」、「名井」等的讀音皆為。
- 名居神社（三重縣名張市）
- 宇奈為神社（德島縣那賀郡那賀町）
- 古奈為神社（兵庫縣西脇市）
- 真名井神社（島根縣松江市山代町）
- 久奈為神社（島根縣出雲市古志町）
- 比沼麻奈為神社（京都府京丹後市峰山町）
- 坂名井神社（福井縣坂井市）

## 內部連結
- 地震

## 外部連結
- （日語）名居神社（页面存档备份，存于）
- （日語）名居神社